# Białołówka

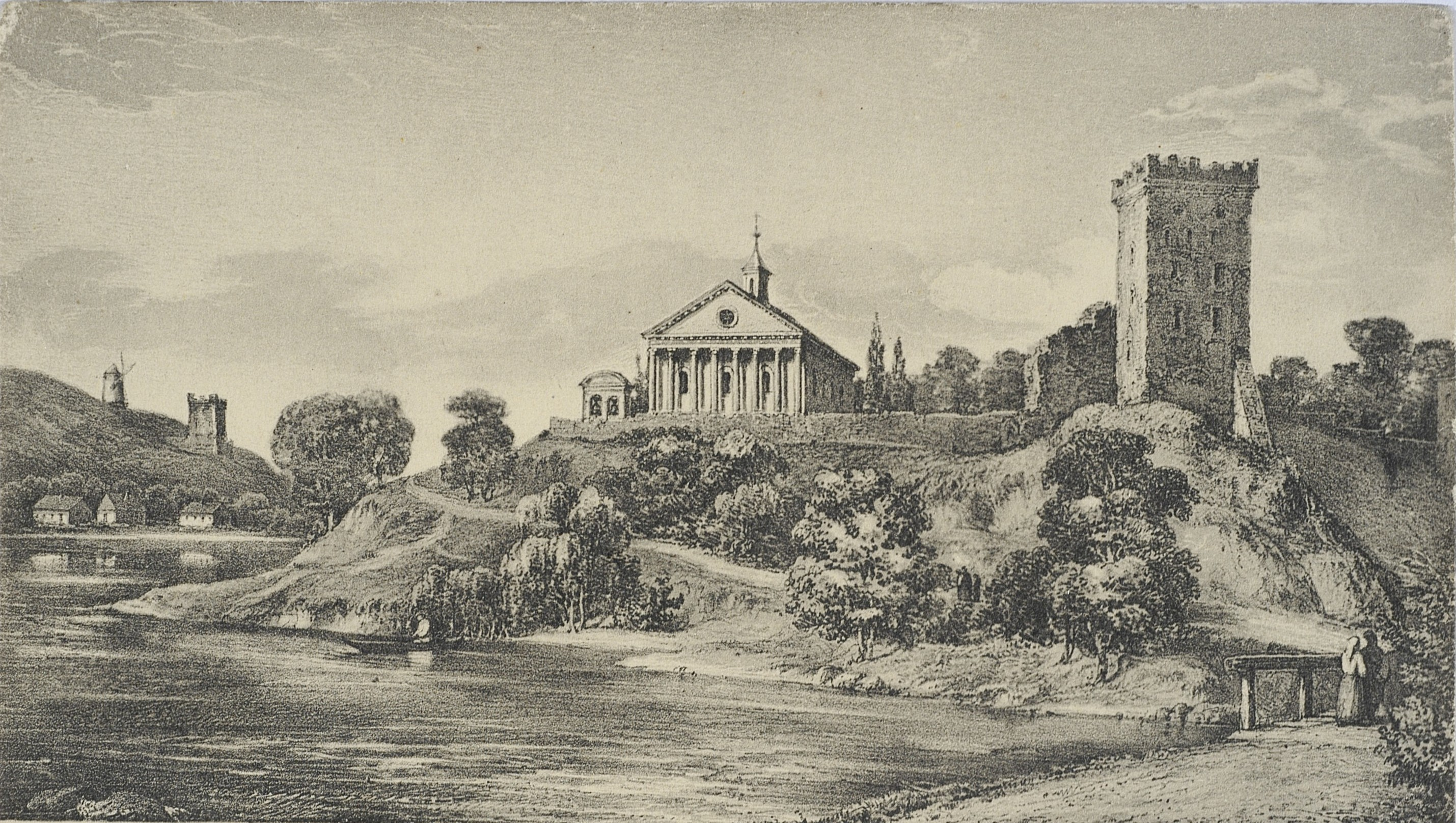
Białołówka na rysunku Napoleona Ordy (ok. 1870)

Białołówka – wieś w rejonie różyńskim obwodu żytomierskiego.
Prywatne miasto szlacheckie położone było w powiecie żytomierskim województwa kijowskiego, własność dzielona Potockich, Koreckich i Chodkiewiczów w latach 30. i 40. XVII wieku.